# Ліси України

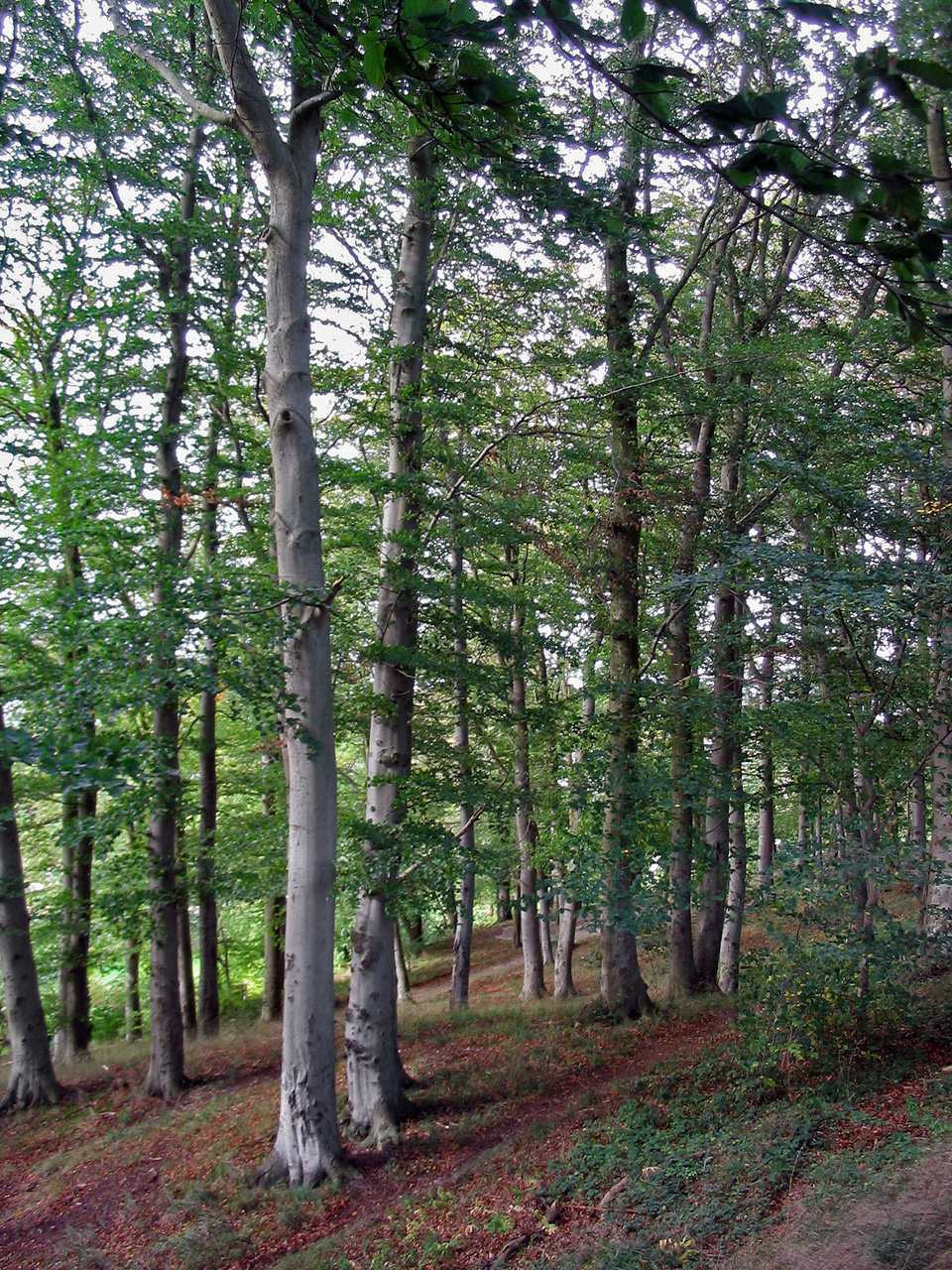
Широколистяний буковий ліс помірного поясу в Українських Карпатах

Ліс в районі гори Довбушанка — Природний заповідник «Ґорґани»

Ліси́ Украї́ни займають близько 15,9 % території держави та сформовані понад 30 видами деревних порід, серед яких переважають сосна (Pinus silvestris), дуб (Quercus robur), бук (Fagus silvatica), ялина (Picea abies), береза (Betula pendula), вільха (Alnus glutinosa), ясен (Fraxinus excelsior), граб (Carpinus betulus), ялиця (Abies alba).

## Кількісні показники
Загальна площа лісових ділянок, що належить до лісового фонду України, становить 10,4 млн га, в тому числі вкриті лісовою рослинністю 9,6 млн га.
Лісистість України становить 15,9%. Але, попри досить невелику лісистість території, Україна займає 8-те місце у Європі за площею лісів та 6-те місце за запасами деревини. 
Умови для лісовирощування в Україні достатньо неоднорідні, тому ліси поширені територією держави нерівномірно. Найбільша лісистість — в Українських Карпатах (42 %). Лісистість в природних зонах рівнинної частини закономірно зменшується з півночі на південь. У лісах переважають молоді й середньовікові дерева таких порід, як сосна, ялина, бук, дуб. Вони охоплюють близько 90 % вкритої лісом площі.
Більше половини лісів країни створені людиною та потребують посиленого догляду.
Станом на 2021 у віковій структурі переважають середньовікові насадження, частка стиглих та перестиглих насаджень 18,7%. Середній вік лісів становить понад 60 років. Відбувається поступове старіння лісів, що призводить до погіршення їх санітарного стану.
Ліси України сформовані понад 30 видами деревних порід, серед яких домінують сосна, дуб, бук, ялина, береза, вільха, ясен, граб, ялиця. Хвойні
насадження займають 43% загальної площі, зокрема, сосна – 35%. Твердолистяні насадження становлять 43%, зокрема, дуб і бук – 37%.
Запас деревини в лісах станом на 2021 оцінюється в межах 2,3 мільярда м3. Запас на 1 гектарі складає в середньому 235 м3. За рік в лісах України в середньому приростає 35 млн м3 деревини.
Середньорічний приріст деревини на 1 га у лісах Держлісагентства дорівнює
3,9 м3 на 1 гектар і коливається від 5,0 м3 в Карпатах до 2,5 м3 у степовій зоні. Відбувається поступове збільшення запасу, що підтверджує значний економічний і природоохоронний потенціал українських лісів.
Ліси реформованих сільгосппідприємств зріджені та знаходяться в складному санітарному стані.

## Власність
Відповідно до Земельного та Лісового кодексів ліси України можуть
перебувати у державній, комунальній та приватній власності:
- Переважна більшість лісів перебуває у державній власності.
- У процесі розмежування земель до комунальної власності можуть бути віднесені близько 1,3 млн га (13%) земельних ділянок лісогосподарського призначення, що знаходяться у постійному користуванні комунальних підприємств, підпорядкованих органам місцевого самоврядування.
- Частка лісів приватної власності складає менше 0,1% загальної площі лісових земель.

Близько 800 тис. га лісових земель державної власності не надані в користування та віднесені до земель запасу. В Україні історично сформована ситуація з закріпленням державних лісів за численними постійними лісокористувачами (для ведення лісового господарства ліси надані в постійне користування підприємствам, установам і організаціям кількох десятків міністерств і відомств). За відомчим підпорядкуванням, найбільша площа лісових земель (близько 73%) перебуває у користуванні лісогосподарських підприємств, які належать до сфери управління Держлісагентства.

## Реліктові ліси
У Криму, на Поліссі, на Закарпатті й сьогодні можна знайти ділянки лісів з реліктовою рослинністю. На Донбасі, в Святих горах збереглися крейдові бори — острівці дольодовикового лісового покриву України. Вони утворилися в долині Сіверського Дінця наприкінці третинного періоду. Основна рослина — сосна крейдова, що відрізняється від сосни звичайної більш короткою хвоєю, дуже твердою деревиною і дрібними округлими шишками. Висотою сосни — від 8 до 28 м, найстаріші з цих дерев формою крони нагадують італійські зонтичні пінії.

## Державний облік лісів

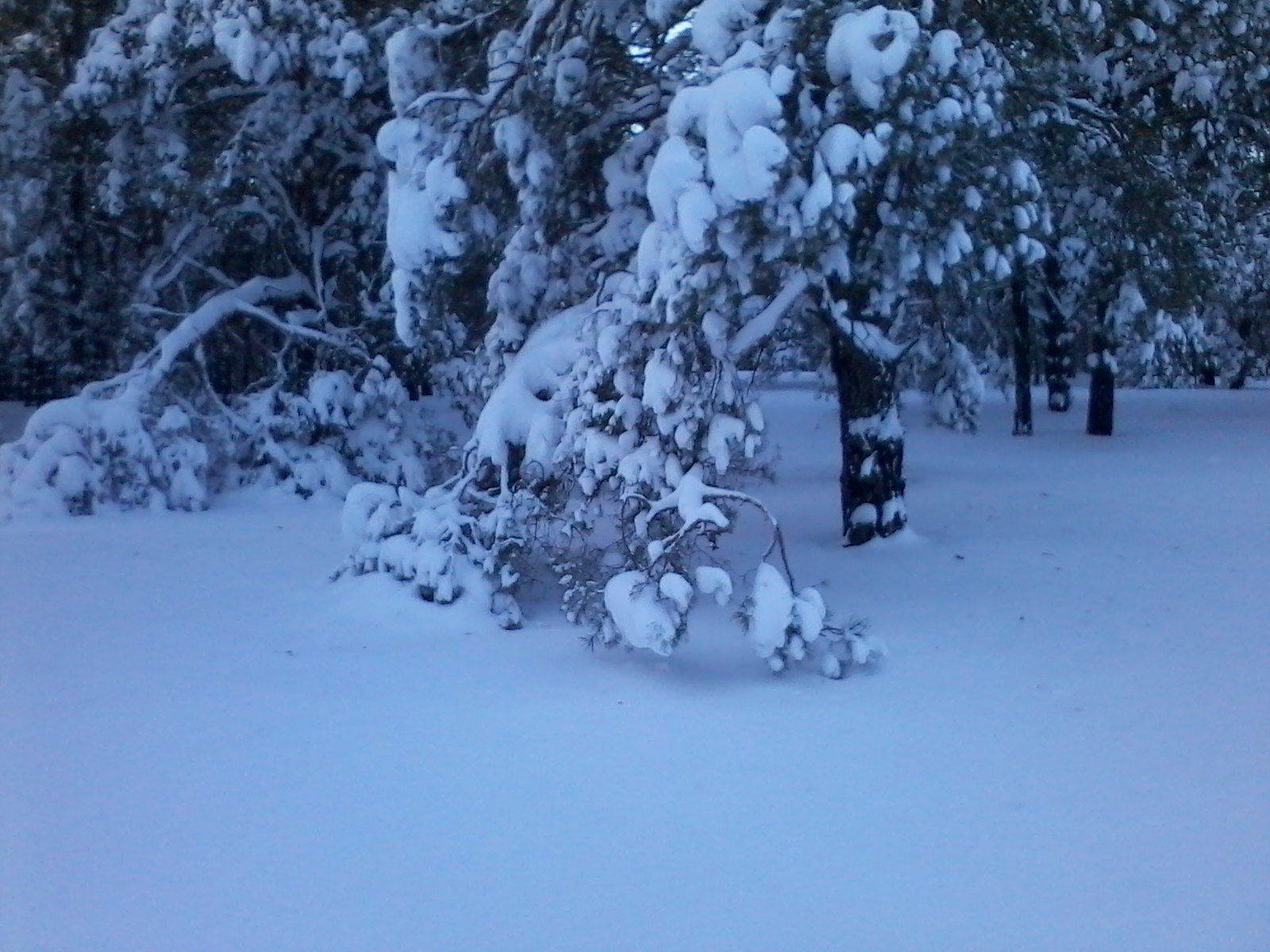
Посаджений сосновий ліс взимку, Миколаїв

У 2011 році Державне агентство лісових ресурсів України спільно з Українським державним проєктним лісовпорядним виробничим об'єднанням ВО «Укрдержліспроєкт» розробили та затвердили Концептуальну програму розвитку лісовпорядкування на період до 2015 року. Зміст зазначеної програми полягав в проведенні національної інвентаризації лісів та запровадженні в лісовпорядкуванні і лісовому господарстві сучасних географічних інформаційних технологій (ГІС-технологій). Також в зазначеній програмі було передбачено здійснення Державного обліку лісів України, який не проводився з 1996 року.
Наприкінці 2022 року Україна провела реформу лісового господарства, намагаючись підвищити його ефективність та запобігти корупції в галузі. За підсумками реформи й було створене ДП «Ліси України», яке у 2023 році підвищило рентабельність з 6% до 14% та сплатило податків у бюджети всіх рівні на понад 1 млрд грн більше, ніж попереднього року - 10,5 млрд грн. Також підприємство висадило 195 млн дерев – це більше, ніж загалом по всій Україні у 2022 році.